# Henryk Kowalski (Radsportler)
Henryk Kowalski (* 17. Juli 1933 in Turijsk, Ukraine; † 11. Juli 2021 in Gdańsk) war ein polnischer Radrennfahrer.

## Sportliche Laufbahn
Kowalski war Straßenradsportler. 1957 gewann er die Polen-Rundfahrt vor Waclaw Wrzesiński. 1961 konnte er diesen Erfolg wiederholen. Er siegte in dem Etappenrennen vor Bogusław Fornalczyk. Beide Gesamtwertungen entschied er für sich, ohne selbst eine Etappe gewonnen zu haben. 1966 wurde er 8. der Rundfahrt, er startete insgesamt zehnmal in der Polen-Rundfahrt. 1959 holte er einen Etappensieg in der heimischen Rundfahrt. In der Österreich-Rundfahrt 1957 gewann er eine Etappe. Einen weiteren Erfolg in einem Etappenrennen hatte er 1967 mit dem Gewinn der Kuba-Rundfahrt, als dort zum ersten Mal ausländische Fahrer teilnahmen. Er gewann dabei eine Etappe.
Die Internationale Friedensfahrt fuhr er zweimal. 1956 wurde er 35. und 1958 25. der Gesamtwertung. 1956 war er auch am Start der Tour d’Europe und wurde 35. im Endklassement. Kowalski startete für den Verein „Budowlani Warszawa“.